# Visor de director

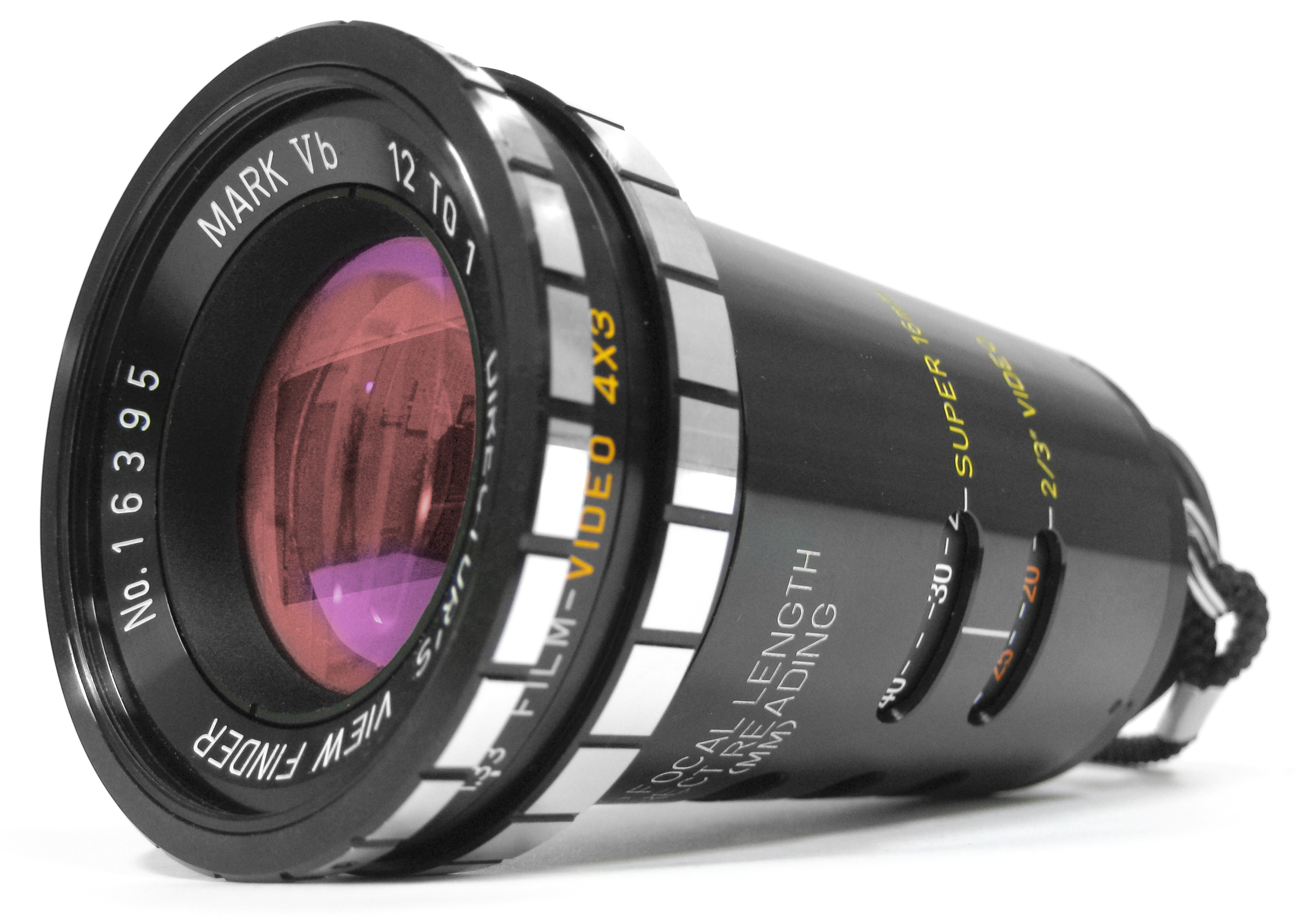
Visor de director tradicional Alan Gordon Mark Vb.

En cinema, el visor de director, en alguna ocasió denominat també mira del director o visió d'acció (en anglès Director's Viewfinder), és un aparell capaç de simular el pla que es mostrarà a la càmera. Es tracta d'un tipus de visor amb una lent que té indicacions de la distància focal en els diversos formats utilitzats en el cinema. Utilitzat pel director de cinema, li permet provar diferents ubicacions de la càmera, identificar quina es la distància focal de la lent per captar l'escena.
Són útils al director del cinema, i en el seu cas al director de fotografia, en la localització prèvia al rodatge i s'evita transportar la càmera de cinema al lloc que s'està comprovant la seva possible ubicació. Donat que els equips de filmació acostumen a ser pesats i voluminosos, l'ús del visor de director fa més fàcil i ràpida la selecció de la ubicació de la càmera i la lent a utilitzar.

## Principals característiques
En resum, el visor del director presenta unes característiques que es donen en major o menor mesura en la diversitat de tipus i models que es poden trobar actualment:
- Portabilitat: Es tracta d'un objecte de fàcil transport, rendibilitzant el temps i evitant haver de moure tot l'equip de producció per la realització de proves.
- Preveure el resultat: El director podrà anar escollint plans sense la necessitat de fer servir la càmera. El visor de director ajuda a l'usuari a habituar-se al camp de visió, a la perspectiva de l'eix Z i el possible moviment al qual es pugui sotmetre el pla buscat, impedint així els resultats no esperats.

## Tipus i variants

### Visor tradicional amb lent incorporada
Amb un aspecte similar al d'un telescopi petit, aquests dispositius es poden subjectar fàcilment amb una mà. Ajuda a observar el camp de visió de la lent, formats de la càmera, relacions d'aspecte i distàncies focals dins d'un interval específic, no obstant no és possible determinar totes les característiques que té l'objectiu utilitzat pel rodatge, com per exemple les possibles aberracions òptiques que puguin sorgir.
Els dispositius d'aquest tipus varien en el preu depenent de la mida i les característiques.

### Visor per a muntar òptiques de cinema
Es tracta d'un dispositiu més voluminós que el visor tradicional, acostuma a tenir un mànec o baioneta d'adherència i a dalt un sistema d'acoblament per muntar les pròpies lents utilitzades a les càmeres de cinema, permetent que el director pugui observar no només el camp de visió, sinó que també podria observar la profunditat de camp i les aberracions òptiques pròpies de l'objectiu utilitzat al rodatge. Existeix una gran varietat de models i de preus depenent de les seves funcions, característiques i qualitat tècnica.

### Aplicacions per a telèfons mòbils
Durant els últims anys, amb el desenvolupament de les aplicacions per a smartphone, han sortit a la venda programaris que permetin algunes funcions addicionals com la capacitat de prendre i emmagatzemar imatges o crear etiquetes GPS. Són considerablement més econòmics, i resulten útils tenint en compte que la seva funcionalitat és similar a la dels visors tradicionals, encara que mancant, per descomptat, de les característiques pròpies dels visors per a lents de cinema que permetin la semblança òptima amb el resultat final. Hi ha diferents aplicacions disponibles que ronden els 30 €.

## Història
Als inicis del cinema no hi havia un artefacte amb el que el director pogués comunicar a la seva càmera la visió i l'enquadrament de les preses més enllà d'enquadrar amb les mans o mirar pel visor de la càmera. Amb el temps els directors de fotografia més influents van demanar els tallers que els fabriquessin un dispositiu òptic o visor que pogués simular els plans vistos per davant de la càmera, sense haver de prendre una càmera.
Aquests visors primitius eren una mica aparatosos i rudimentari a mode de caixa de fusta i bronze. A aquests primers visors després els van afegir unes làmines retallades amb diversos formats per representar les longituds focals de diferents lents. Els fabricants d'aparells d'estudi van desenvolupar fins i tot un dispositiu de zoom per al seu ús amb els primers visors. Durant aquest temps es van inventar diverses versions de visors de directors, com el visor Mitchell, que va adaptar el visor de càmera d'aquest mateix fabricant. Per exemple, Orson Welles i el director de fotografia Gregg Toland van fer servir un visor Mitchell, durant la gravació de Ciutadà Kane al 1940.
Després de la Segona Guerra Mundial al 1946, Tewe, una empresa òptica alemanya, va desenvolupar un petit visor que es podia penjar al voltant del coll, aquest aparell va tenir un enorme èxit de distribució a la indústria del cinema per tot el món, fins al punt que en alguna ocasió se l'ha denominat al visor del director pel d'aquesta companyia: "Tewe"/ director's viewfinder.
Posteriorment s'han anat introduint nous models de marques comercials com: Alan Gordon (des de 1975), Cavision, Panavision, Denz, Arri PL, etc., progressant tecnològicament amb models cada vegada més sofisticats i afegint noves funcions.